# Explorer (vapor)
Explorer a fost un vapor de pasageri canadian, proprietate a societății de turism G.A.P. Adventures. El s-a ciocnit în apele arctice de un aisberg și s-a scufundat la data de 23 noiembrie 2007.

## Istoric
Nava a fost construită în anul 1969 în Uusikaupunki, Finlanda la comanda lui  Lars-Eric Lindblad. El s-a numit la început Lindblad Explorer și a navigat de la început ca vapor de pasageri sub steagul norvegian. Vaporul a fost conceput pentru călătorii turistice în regiunile polare, fiind dotat cu stabilizatori, o elice cu poziție reglabilă ca și o cârmă la pupă numită bow thruster. Distanța în care vaporul putea să navigheze fără escală era de 5300 mile marine (9 820 km). După ce nava a schimbat de câteva ori proprietarul, a fost cumpărată în anul 1985 de o fostă societate turistică din Bremen, vaporul fiind numit  Explorer. La sfârșitul anului 2004, nava navighează sub culorile Liberiei. În februarie 1972 a eșuat, dar s-a reușit salvarea ei fiind remorcată, iar în anul 1982 a participat la acțiunea de salvare a unei nave argentiniene eșuate. Vaporul este numit cu simpatie din cauza culorii sale Vaporul Mic Roșu, el luând parte în anii 1970, 1973, 1988 la călătorii în regiunile arctice. El a fost prima navă care a străbătut în anul 1984 Marea Polară de Nord prin pasajul de nord-vest.